# Tresques
Tresques est une commune française située dans le nord-est du département du Gard, en région Occitanie.
Exposée à un climat méditerranéen, elle est drainée par la Tave, la Veyre, le ruisseau de Pépin et par deux autres cours d'eau.
Tresques est une commune rurale qui compte 1 803 habitants en 2022, après avoir connu une forte hausse de la population depuis 1962. Elle est dans l'agglomération de Bagnols-sur-Cèze et fait partie de l'aire d'attraction de Bagnols-sur-Cèze. Ses habitants sont appelés les Tresquois ou  Tresquoises.
Le patrimoine architectural de la commune comprend deux  immeubles protégés au titre des monuments historiques : l'église Saint-Martin-de-Jussan, classée en 1982, et la tour de guet, inscrite en 2004.

## Géographie
La commune est située à 7 km de Bagnols-sur-Cèze, dont elle est limitrophe, et à 20 km d'Uzès.
| Sabran             | Bagnols-sur-Cèze |                  |
| Saint-Pons-la-Calm | Tresques         | Laudun-l'Ardoise |
|                    | Gaujac, Connaux  |                  |

### Climat
Pour des articles plus généraux, voir Climat de l'Occitanie et Climat du Gard.
En 2010, le climat de la commune est de type climat méditerranéen altéré, selon une étude s'appuyant sur une série de données couvrant la période 1971-2000. En 2020, Météo-France publie une typologie des climats de la France métropolitaine dans laquelle la commune est exposée à un climat méditerranéen et est dans la région climatique Provence, Languedoc-Roussillon, caractérisée par une pluviométrie faible en été, un très bon ensoleillement (2 600 h/an), un été chaud (21,5 °C), un air très sec en été, sec en toutes saisons, des vents forts (fréquence de 40 à 50 % de vents > 5 m/s) et peu de brouillards.
Pour la période 1971-2000, la température annuelle moyenne est de 13,8 °C, avec une amplitude thermique annuelle de 17,9 °C. Le cumul annuel moyen de précipitations est de 804 mm, avec 6 jours de précipitations en janvier et 3 jours en juillet. Pour la période 1991-2020, la température moyenne annuelle observée sur la station météorologique la plus proche, située sur la commune de Cavillargues à 5 km à vol d'oiseau, est de 14,1 °C et le cumul annuel moyen de précipitations est de 845,8 mm,. Pour l'avenir, les paramètres climatiques de la commune estimés pour 2050 selon différents scénarios d'émission de gaz à effet de serre sont consultables sur un site dédié publié par Météo-France en novembre 2022.

### Milieux naturels et biodiversité
Aucun espace naturel présentant un intérêt patrimonial n'est recensé sur la commune dans l'inventaire national du patrimoine naturel,,.

## Urbanisme

### Typologie
Au 1er janvier 2024, Tresques est catégorisée commune rurale à habitat dispersé, selon la nouvelle grille communale de densité à sept niveaux définie par l'Insee en 2022.
Elle appartient à l'unité urbaine de Bagnols-sur-Cèze, une agglomération intra-départementale regroupant cinq  communes, dont elle est une commune de la banlieue,,. Par ailleurs la commune fait partie de l'aire d'attraction de Bagnols-sur-Cèze, dont elle est une commune de la couronne,. Cette aire, qui regroupe 30 communes, est catégorisée dans les aires de moins de 50 000 habitants,.

### Occupation des sols
L'occupation des sols de la commune, telle qu'elle ressort de la base de données européenne d’occupation biophysique des sols Corine Land Cover (CLC), est marquée par l'importance des territoires agricoles (70,6 % en 2018), en diminution par rapport à 1990 (72,1 %). La répartition détaillée en 2018 est la suivante : 
cultures permanentes (66,6 %), forêts (22,1 %), zones urbanisées (5,9 %), zones agricoles hétérogènes (4 %), zones industrielles ou commerciales et réseaux de communication (1,4 %). L'évolution de l’occupation des sols de la commune et de ses infrastructures peut être observée sur les différentes représentations cartographiques du territoire : la carte de Cassini (XVIIIe siècle), la carte d'état-major (1820-1866) et les cartes ou photos aériennes de l'IGN pour la période actuelle (1950 à aujourd'hui).

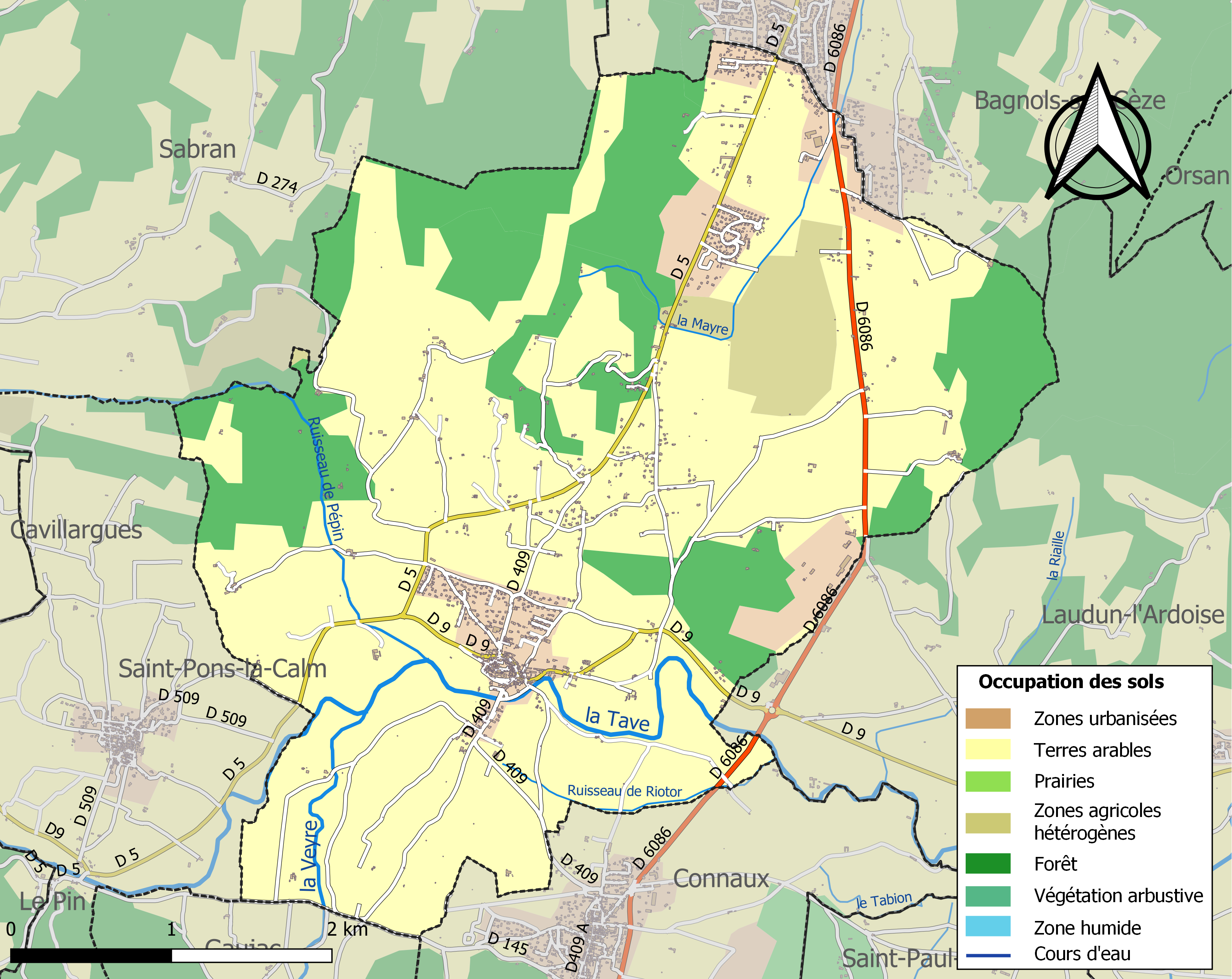
Carte des infrastructures et de l'occupation des sols de la commune en 2018 (CLC).

### Risques majeurs
Le territoire de la commune de Tresques est vulnérable à différents aléas naturels : météorologiques (tempête, orage, neige, grand froid, canicule ou sécheresse), inondations, feux de forêts, mouvements de terrains et séisme (sismicité modérée). Il est également exposé à deux risques technologiques,  le transport de matières dangereuses et le risque nucléaire, et à un risque particulier : le risque de radon. Un site publié par le BRGM permet d'évaluer simplement et rapidement les risques d'un bien localisé soit par son adresse soit par le numéro de sa parcelle.

#### Risques naturels
La commune fait partie du territoire à risques importants d'inondation (TRI) d'Avignon – plaine du Tricastin – Basse vallée de la Durance, regroupant 90 communes du bassin de vie d'Avignon, Orange et de la basse vallée de la Durance, un des 31 TRI qui ont été arrêtés fin 2012 sur le bassin Rhône-Méditerranée. Il a été retenu au regard des risques de débordements du Rhône, de la Durance, de la Cèze, du Lez (84), de l'Ardèche, de l'Eygues, du Rieu (Foyro), de la Meyne, de l'Ouvèze, des Sorgues, des rivières du Sud-Ouest du mont Ventoux, de la Nesque, du Calavon et de l'Èze. Les crues récentes significatives sont celles d'octobre 1993 (Rhône-Lez), de janvier et novembre 1994 (Rhône, Durance, Calavon, Ouvèze), de décembre 1997, de  novembre 2000, de mai 2008 (Durance), de décembre 2003 (Rhône, Calavon), de septembre 1992 (Ouvèze), de septembre 2002 et de 2003 (Aygue, Rieu Foyro), de septembre 1958, de septembre 1992 (Ardèche), de septembre 1993 (Èze). Des cartes des surfaces inondables ont été établies pour trois scénarios : fréquent (crue de temps de retour de 10 ans à 30 ans), moyen (temps de retour de 100 ans à 300 ans) et extrême (temps de retour de l'ordre de 1 000 ans, qui met en défaut tout système de protection),. La commune a été reconnue en état de catastrophe naturelle au titre des dommages causés par les inondations et coulées de boue survenues en 1982, 1983, 1990, 1998, 2002 et 2014,.

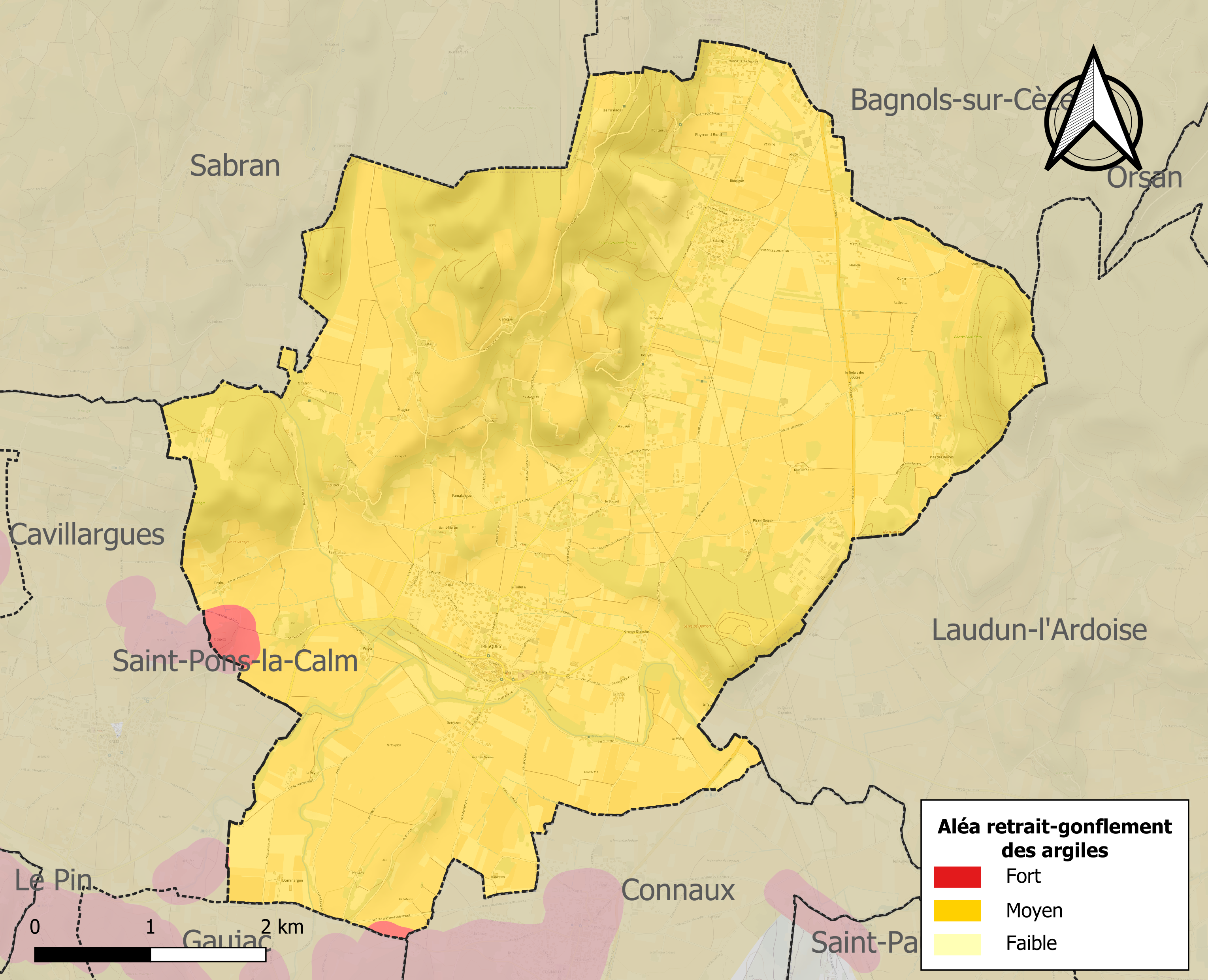
Carte des zones d'aléa retrait-gonflement des sols argileux de Tresques.

La commune est vulnérable au risque de mouvements de terrains constitué principalement du retrait-gonflement des sols argileux. Cet aléa est susceptible d'engendrer des dommages importants aux bâtiments en cas d’alternance de périodes de sécheresse et de pluie. La totalité de la commune est en aléa moyen ou fort (67,5 % au niveau départemental et 48,5 % au niveau national). Sur les 822 bâtiments dénombrés sur la commune en 2019, 822 sont en aléa moyen ou fort, soit 100 %, à comparer aux 90 % au niveau départemental et 54 % au niveau national. Une cartographie de l'exposition du territoire national au retrait gonflement des sols argileux est disponible sur le site du BRGM,.
Par ailleurs, afin de mieux appréhender le risque d’affaissement de terrain, l'inventaire national des cavités souterraines permet de localiser celles situées sur la commune.
Concernant les mouvements de terrains, la commune a été reconnue en état de catastrophe naturelle au titre des dommages causés par des mouvements de terrain en 1983.

#### Risques technologiques
Le risque de transport de matières dangereuses sur la commune est lié à sa traversée par des infrastructures routières ou ferroviaires importantes ou la présence d'une canalisation de transport d'hydrocarbures. Un accident se produisant sur de telles infrastructures est en effet susceptible d’avoir des effets graves au bâti ou aux personnes jusqu’à 350 m, selon la nature du matériau transporté. Des dispositions d’urbanisme peuvent être préconisées en conséquence.
La commune étant située dans le périmètre de sûreté autour du site nucléaire de Marcoule, elle est exposée au risque nucléaire. En cas d'incident ou d'accident nucléaire, lors du déclenchement du signal d’alerte, les habitants concernés doivent se confiner (obstruer toutes les entrées d’air - portes, fenêtres, aérations, cheminées -, arrêter la ventilation), se mettre à l’écoute de la radio, s’éloigner des portes et fenêtres, ne pas fumer, ne pas téléphoner, ne pas chercher à rejoindre les membres de sa famille (ils sont eux aussi protégés), ne sortir qu’en fin d’alerte ou sur ordre d’évacuation.

#### Risque particulier
Dans plusieurs parties du territoire national, le radon, accumulé dans certains logements ou autres locaux, peut constituer une source significative d’exposition de la population aux rayonnements ionisants. Certaines communes du département sont concernées par le risque radon à un niveau plus ou moins élevé. Selon la classification de 2018, la commune de Tresques est classée en zone 2, à savoir zone à potentiel radon faible mais sur lesquelles des facteurs géologiques particuliers peuvent faciliter le transfert du radon vers les bâtiments.

## Climat
De type méditerranéen (méso-méditerranéen) et se caractérisant notamment par un nombre de jours de vent fort élevé (plus de 110 jours par an).
Relevés climatiques à Tresques depuis 2003 : http://www.infoclimat.fr/base-climatologique-2013-p-19-tresques.html.

## Histoire
Arrivés près de la vallée du Rhône, au début de 1382, les Tuchins campèrent dans les gorges de la Cèze où ils furent rejoints par des nobles dont Régis de Saint-Michel-d'Euzet, Étienne Augier, dit Ferragut du Pin, Vachon de Pont-Saint-Esprit et Verchère de Vénéjan qui prirent leur tête. Ils s’emparèrent alors de Cavillargues, Chusclan et Tresques, avant de piller les châteaux de Sabran, La Roque-sur-Cèze, Saint-Laurent-des-Arbres et Cornillon. Dans ce dernier château se trouvait le trésor de Clément VI. Son neveu, Guillaume III Roger de Beaufort, alors Lieutenant des armes du Sénéchal de Beaucaire, organisa la répression. En septembre 1382, il recruta des mercenaires et fit venir une compagnie d’arbelètiers d’Avignon. Ses troupes cantonnées à Bagnols-sur-Cèze attaquèrent alors Cornillon. Dirigées par Gantonnet d'Abzac, Commandant du Saint-Père pour le Païs de Saint-Esprit, elles semèrent la terreur. Guillaume III fit ensuite intervenir son capitaine des gardes de Bagnols, Jean Coq. Ce dernier réussit à pacifier le pays en expulsant les chefs du Tuchinat. Ce qui permit de signer la paix en février 1383.

## Héraldique
| Blason de Tresques | Blason  | De sinople à la fasce losangée de sable et d'or. |
| Blason de Tresques | Détails | Le statut officiel du blason reste à déterminer. |

## Politique et administration
| Période                                  | Période  | Identité         | Étiquette   | Qualité |
| ---------------------------------------- | -------- | ---------------- | ----------- | --- |
| avant 1988                               | ?        | André Boissin    |             | |
| 2001                                     | En cours | Alexandre Pissas | PS puis DVG | Médecin-chirurgien des Hôpitaux Conseiller général du canton de Bagnols-sur-Cèze (2008-2015) Conseiller départemental depuis 2015 Président de la Communauté de communes du Val de Tave |
| Les données manquantes sont à compléter. |          |                  |             | |

## Démographie
L'évolution du nombre d'habitants est connue à travers les recensements de la population effectués dans la commune depuis 1793. Pour les communes de moins de 10 000 habitants, une enquête de recensement portant sur toute la population est réalisée tous les cinq ans, les populations de référence des années intermédiaires étant quant à elles estimées par interpolation ou extrapolation. Pour la commune, le premier recensement exhaustif entrant dans le cadre du nouveau dispositif a été réalisé en 2006.

En 2022, la commune comptait 1 803 habitants, en stagnation par rapport à 2016 (Gard : +2,97 %, France hors Mayotte : +2,11 %).
| 1793 | 1800 | 1806  | 1821  | 1831  | 1836  | 1841  | 1846  | 1851  |
| ---- | ---- | ----- | ----- | ----- | ----- | ----- | ----- | ----- |
| 985  | 969  | 1 090 | 1 093 | 1 095 | 1 040 | 1 052 | 1 124 | 1 149 |

| 1856  | 1861  | 1866  | 1872  | 1876 | 1881 | 1886 | 1891 | 1896 |
| ----- | ----- | ----- | ----- | ---- | ---- | ---- | ---- | ---- |
| 1 113 | 1 123 | 1 078 | 1 001 | 978  | 928  | 891  | 830  | 823  |

| 1901 | 1906 | 1911 | 1921 | 1926 | 1931 | 1936 | 1946 | 1954 |
| ---- | ---- | ---- | ---- | ---- | ---- | ---- | ---- | ---- |
| 808  | 785  | 766  | 752  | 718  | 742  | 716  | 671  | 668  |

| 1962 | 1968 | 1975 | 1982  | 1990  | 1999  | 2006  | 2011  | 2016  |
| ---- | ---- | ---- | ----- | ----- | ----- | ----- | ----- | ----- |
| 747  | 826  | 917  | 1 693 | 1 757 | 1 744 | 1 791 | 1 755 | 1 803 |

| 2021  | 2022  | - | - | - | - | - | - | - |
| ----- | ----- | - | - | - | - | - | - | - |
| 1 803 | 1 803 | - | - | - | - | - | - | - |

## Économie

### Revenus
En 2018  (données Insee publiées en septembre 2021), la commune compte 768 ménages fiscaux, regroupant 1 768 personnes. La médiane du revenu disponible par unité de consommation est de 24 070 € (20 020 € dans le département).

### Emploi
|                | 2008   | 2013  | 2018  |
| -------------- | ------ | ----- | ----- |
| Commune        | 6,2 %  | 6,2 % | 8,1 % |
| Département    | 10,6 % | 12 %  | 12 %  |
| France entière | 8,3 %  | 10 %  | 10 %  |

En 2018, la population âgée de 15 à 64 ans s'élève à 1 040 personnes, parmi lesquelles on compte 73 % d'actifs (64,9 % ayant un emploi et 8,1 % de chômeurs) et 27 % d'inactifs,. Depuis 2008, le taux de chômage communal (au sens du recensement) des 15-64 ans est inférieur à celui de la France et du département.
La commune fait partie de la couronne de l'aire d'attraction de Bagnols-sur-Cèze, du fait qu'au moins 15 % des actifs travaillent dans le pôle,. Elle compte 379 emplois en 2018, contre 366 en 2013 et 314 en 2008. Le nombre d'actifs ayant un emploi résidant dans la commune est de 689, soit un indicateur de concentration d'emploi de 55 % et un taux d'activité parmi les 15 ans ou plus de 49,8 %.
Sur ces 689 actifs de 15 ans ou plus ayant un emploi, 145 travaillent dans la commune, soit 21 % des habitants. Pour se rendre au travail, 89,6 % des habitants utilisent un véhicule personnel ou de fonction à quatre roues, 1,7 % les transports en commun, 3 % s'y rendent en deux-roues, à vélo ou à pied et 5,7 % n'ont pas besoin de transport (travail au domicile).

### Activités hors agriculture

#### Secteurs d'activités
146 établissements sont implantés  à Tresques au 31 décembre 2019. Le tableau ci-dessous en détaille le nombre par secteur d'activité et compare les ratios avec ceux du département,.
| Secteur d'activité                                                                                        | Commune | Commune | Département |
| Secteur d'activité                                                                                        | Nombre  | %       | %           |
| --- | ------- | ------- | ----------- |
| Ensemble                                                                                                  | 146     |         |             |
| Industrie manufacturière, industries extractives et autres                                                | 15      | 10,3 %  | (7,9 %)     |
| Construction                                                                                              | 25      | 17,1 %  | (15,5 %)    |
| Commerce de gros et de détail, transports, hébergement et restauration                                    | 42      | 28,8 %  | (30 %)      |
| Activités financières et d'assurance                                                                      | 4       | 2,7 %   | (3 %)       |
| Activités immobilières                                                                                    | 11      | 7,5 %   | (4,1 %)     |
| Activités spécialisées, scientifiques et techniques et activités de services administratifs et de soutien | 20      | 13,7 %  | (14,9 %)    |
| Administration publique, enseignement, santé humaine et action sociale                                    | 16      | 11 %    | (13,5 %)    |
| Autres activités de services                                                                              | 13      | 8,9 %   | (8,8 %)     |

Le secteur du commerce de gros et de détail, des transports, de l'hébergement et de la restauration est prépondérant sur la commune puisqu'il représente 28,8 % du nombre total d'établissements de la commune (42 sur les 146 entreprises implantées  à Tresques), contre 30 % au niveau départemental.

#### Entreprises et commerces
Les cinq entreprises ayant leur siège social sur le territoire communal qui génèrent le plus de chiffre d'affaires en 2020 sont : 
- ETS Perret, commerce de gros (commerce interentreprises) de produits chimiques (72 399 k€) ;
- Biotech Nature, commerce de gros (commerce interentreprises) de produits chimiques (4 162 k€) ;
- Sablex, exploitation de gravières et sablières, extraction d'argiles et de kaolin (2 312 k€) ;
- Bacuzzi, transports routiers de fret de proximité (1 123 k€) ;
- Serenne, commerce de gros (commerce interentreprises) de fournitures et équipements industriels divers (198 k€).

### Agriculture
La commune est dans les Garrigues, une petite région agricole occupant le centre du département du Gard. En 2020, l'orientation technico-économique de l'agriculture  sur la commune est la viticulture. 
|               | 1988  | 2000  | 2010  | 2020 |
| ------------- | ----- | ----- | ----- | ---- |
| Exploitations | 91    | 73    | 49    | 37   |
| SAU (ha)      | 1 120 | 1 392 | 1 080 | 949  |

Le nombre d'exploitations agricoles en activité et ayant leur siège dans la commune est passé de 91 lors du recensement agricole de 1988  à 73 en 2000 puis à 49 en 2010 et enfin à 37 en 2020, soit une baisse de 59 % en 32 ans. Le même mouvement est observé à l'échelle du département qui a perdu pendant cette période 61 % de ses exploitations,. La surface agricole utilisée sur la commune a également diminué, passant de 1 120 ha en 1988 à 949 ha en 2020. Parallèlement la surface agricole utilisée moyenne par exploitation a augmenté, passant de 12 à 26 ha.

## Culture locale et patrimoine

### Lieux et monuments
- L'église de l'Exaltation-de-la-Sainte-Croix de Tresques. L'édifice a été inscrit au titre des monuments historiques en 2020[34].
- L'église Saint-Martin-de-Jussan. Édifice religieux de style roman et dont la construction remonte au XIe siècle. L'église, qui se trouve dans une enceinte close, est située au sein d'une oliveraie et a été restaurée. Deux offices religieux s'y tiennent encore annuellement au 15 août (jour de l'Assomption) et le jour de la Saint Martin. Elle est également le lieu de manifestations culturelles : concerts, expositions. C'est également un point de passage pour les pèlerins se rendant à Compostelle. L'édifice a été classé au titre des monuments historiques en 1982[35].
- La chapelle Saint-Pierre-de-Castres, du XIIe siècle. L'édifice a été inscrit au titre des monuments historiques en 2020[36].
- La tour de guet, située près de l'église au milieu du village et datant du XIVe siècle. Elle a servi à la protection du village et, plus tardivement, de prison comme en témoignent les nombreux graffitis que les détenus y ont laissé. La tour de guet a été restaurée en septembre 2011. Elle est inscrite aux Monuments historiques depuis 2004.
- Le lavoir communal et les fontaines, notamment la fontaine aux lions et la fontaine dite de « Louis Philippe ».
- Les rues pittoresques et les passages voûtés au sein du village. La place du Barry, récemment restaurée.
- Les bords de Tave.

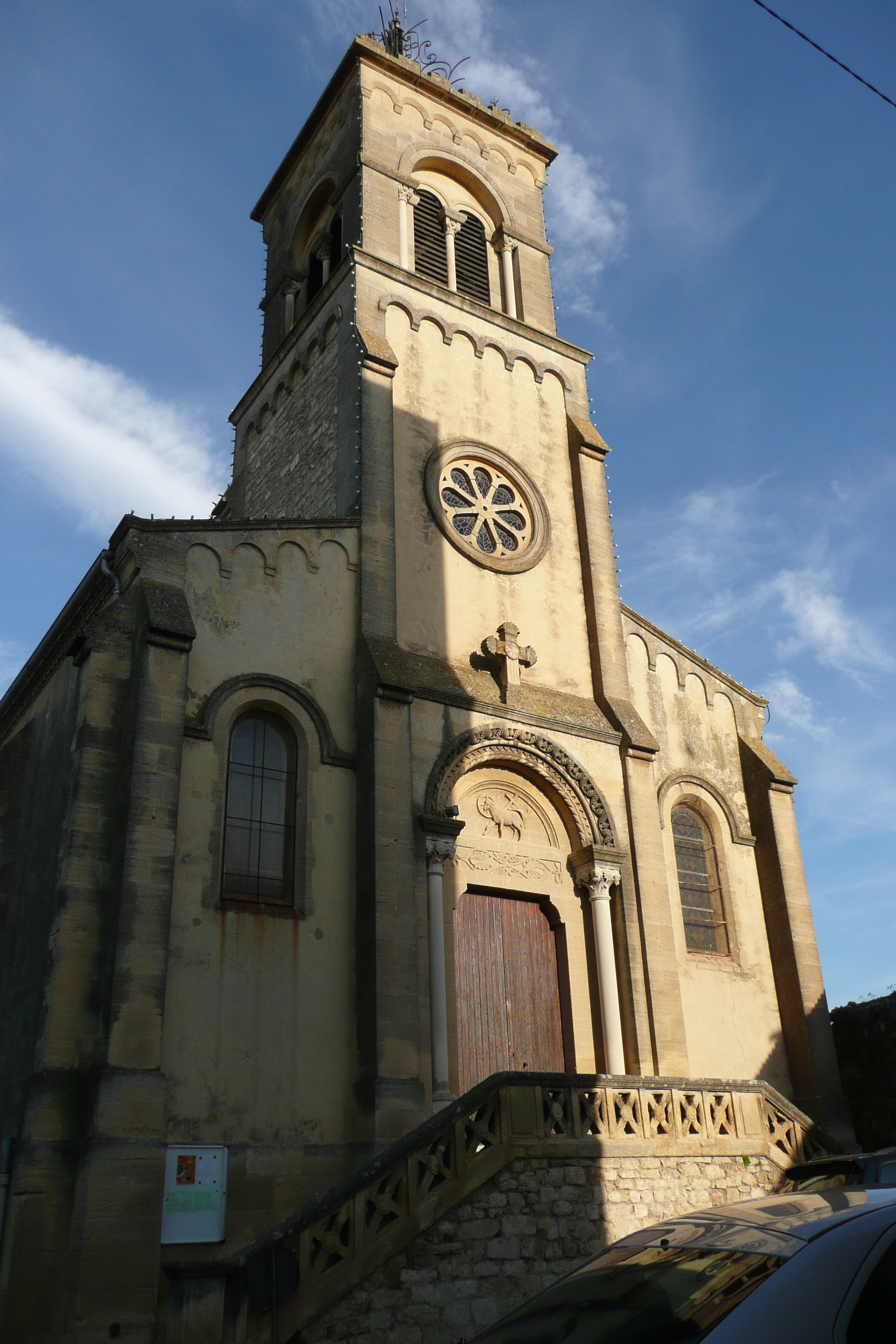
Église de l'Exaltation-de-la-Sainte-Croix de Tresques.
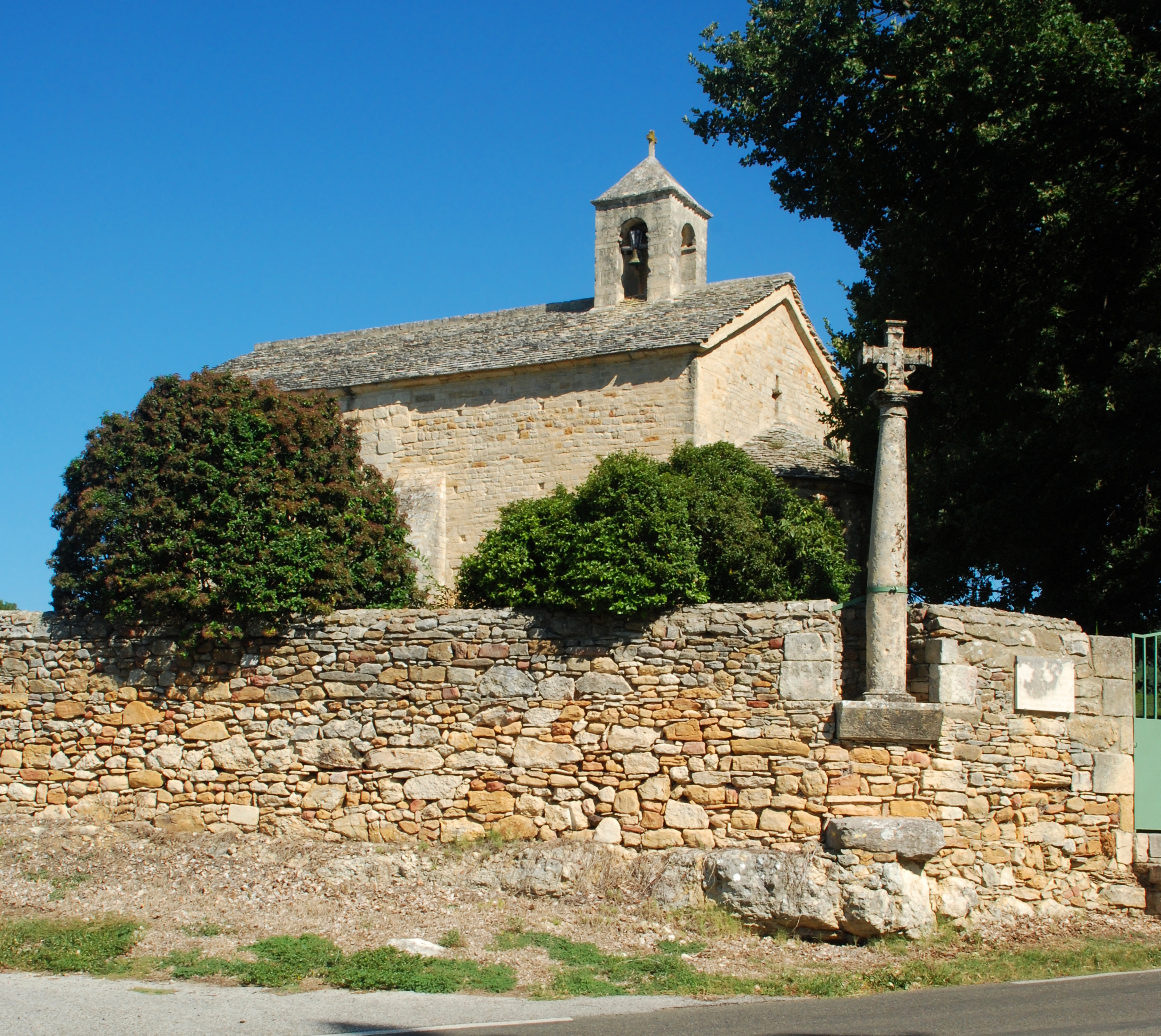
Église Saint-Martin-de-Jussan de Tresques.
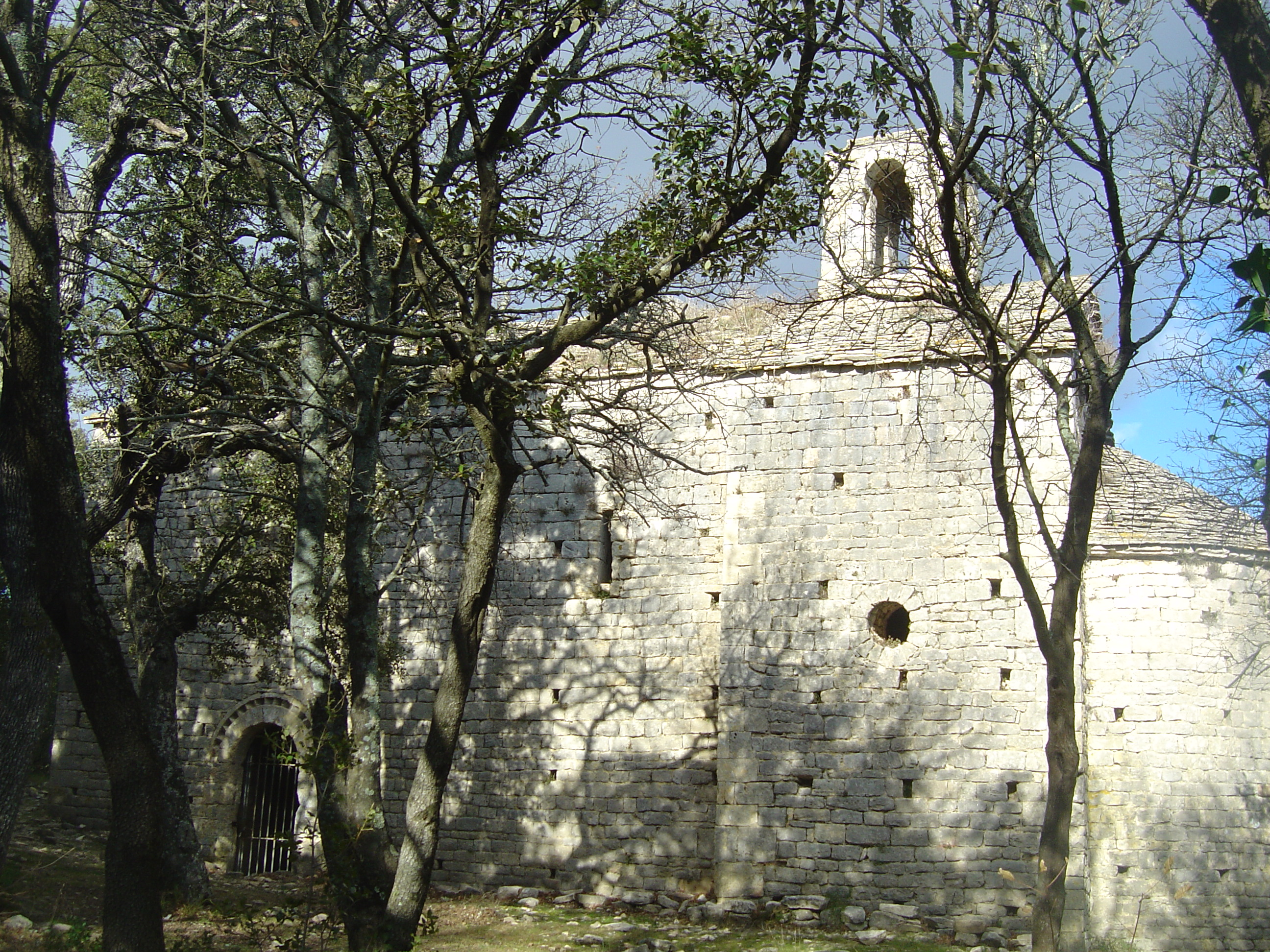
Chapelle Saint-Pierre-de-Castres.

### Personnalités liées à la commune
- Eugène Jacques Joseph Innocent de Vogüé, homme politique, né le 7 février 1777 à Tresques et mort le 15 mars 1854 au château de Gourdan à Saint-Clair.

## Évènements
- La fête votive de Tresques qui se déroule habituellement sur trois jours (vendredi, samedi, dimanche) vers la fin du mois du juillet. En 2011 : les 22, 23 et 24 juillet.
- TRESQUES - ARTS CONTEMPORAINS est un festival d'art qui s'est mis en place en 2010 et qui réunit des artistes locaux et d'autres provenant de départements limitrophes. Y sont exposées des œuvres contemporaines (sculpture, peinture, photo,céramique, marqueterie, mobilier...). Le festival a lieu habituellement début septembre et celui de septembre 2011 a été parrainé par le réalisateur Gilles Porte.